# Digah (Absheron)
Digah (en  azerí: Diqex) es una localidad de Azerbaiyán, en el raión de Absheron.
Se encuentra a una altitud de 52 m sobre el nivel del mar. 

## Demografía
Según estimación 2010 contaba con 3425 habitantes.